# جورج ميلنر
جورج ميلنر (بالإنجليزية: George Milner)‏ هو لاعب كرة قدم أسترالية أسترالي، ولد في 17 مارس 1938، وتوفي في 6 أغسطس 2005.

## وصلات خارجية
- جورج ميلنر على موقع AustralianFootball.com (الإنجليزية)
- جورج ميلنر على موقع AFLtables.com (الإنجليزية)